# دون غريفين
دون غريفين (بالإنجليزية: Don Griffin)‏ هو لاعب كرة قدم أمريكية أمريكي، ولد في 17 مارس 1964 في بيلهام في الولايات المتحدة.

## وصلات خارجية
- دون غريفين على موقع مرجع كرة القدم المحترفة.كوم (الإنجليزية)